# Мета- (хімія)

У хімії мета — це префікс, що використовується у систематичних назвах номенклатури IUPAC. Він має кілька значень.
- У органічній хімії, мета вказує на положення замісників у ароматичних циклічних сполуках — замісники знаходяться у позиції 1 та 3, наприклад у резорцині (1,3-дигідроксибензолі).
- Мета також може позначати зневоднену форму кислоти, солі або органічного похідного в серії.

Наприклад метабісульфіт:
2 бісульфіт (HSO3−) → 1 метабісульфіт S2O52− + H2O: та метафосфорна кислота:
3 ортофосфорна кислота H3PO4 → 1 триметафосфорна кислота (H3P3O9) + 3 H2O. 

Мета-стибієва кислота, дегідратована форма стибієвої кислоти (H3SbO4) — це HSbO3.